# Venezuelan Oil Concessions
Venezuelan Oil Concessions Ltd. (VOC) era una compañía petrolera establecida el 23 de mayo de 1913 en Venezuela para operar la concesión dada en 1904 por el gobierno de Cipriano Castro a Antonio Aranguren en los distritos Bolívar y Maracaibo del estado Zulia.

## Historia
El empresario venezolano Antonio Aranguren, recibe el 28 de febrero de 1907 del gobierno de Cipriano Castro una importante concesión (conocida en la historiografía petrolera venezolana como la Concesión Aranguren) para desarrollar durante 50 años yacimientos de petróleo y asfalto en los distritos Maracaibo y Bolívar del estado Zulia. Sin embargo, al no haber podido conseguir apoyo financiero alguno en Venezuela para iniciar la explotación, viaja a Londres en 1910 con el fin de interesar a inversionistas británicos en su proyecto. Durante este periplo logra negociar la parte petrolera de su concesión, a través de la formación de la Venezuelan Oil Concessions Ltd. (VOC) el 23 de mayo de 1913, de la cual es importante accionista. Con esta compañía, posteriormente adquirida por la Royal Dutch Shell, operación en la cual participa el propio Aranguren, se inicia en Venezuela la era del petróleo.
El 24 de noviembre de 1913 la Venezuela Oil Concessions empezó la exploración de sus parcelas hundiendo la barrena perforadora cerca de Cabimas. La compañía inglesa tenía la potestad de taladrar en lo que en ese momento era el territorio petrolífero más grande del mundo.
La compañía comenzó operaciones exploratorias en 1916 con el pozo Santa Bárbara I (R1), y Santa Bárbara II (1917) (R2) este último fue el primero que encontró petróleo. En 1917 pierde parte de la concesión por medio de una maniobra legal del gobierno de Juan Vicente Gómez. El pozo Barroso I resultó seco, pero el pozo Barroso II o (R4) con su reventón (1922) descubrió el gran potencial del Campo La Rosa cercano a Cabimas. Alrededor del pozo Barroso II, se establecieron campamentos de obreros que dieron impulso a la fundación de los sectores La Gloria, Gasplant, Santa Clara y Santa Cruz. La compañía tenía su sede original en La Rosa, construyendo luego los campos Urbanización La Rosa, Las 40's y Las 50's, para sus ejecutivos y empleados fijos. En Las 40's se construyó el complejo deportivo Venoil.
La compañía operaba sobre el campo costanero Bolívar entre Cabimas y Bachaquero, el cual incluye los campos La Rosa, Tía Juana Tierra, Lagunillas Tierra y Bachaquero Tierra. Sus instalaciones incluían un patio de Tanques en Las 40's (actualmente De Candido), un muelle (calle el Muelle entre el CC Amal y el CC La Fuente) y una locomotora y vías férreas entre el muelle y Las 40's. Restos de estas vías pueden verse en el terreno del estadio de Pequeñas Ligas LUZ Cabimas.

## Últimos años
Debido a los problemas políticos entre Antonio Aranguren y el gobierno de Juan Vicente Gómez, la compañía fue vendida al grupo anglo holandés Royal Dutch Shell, y se convirtió en Shell de Venezuela, S.A. con sede en Cabimas, estado Zulia. La Shell construyó una escuela para capacitar técnicamente a sus trabajadores al lado de sus instalaciones (actual decanato del Núcleo LUZ-COL) y estableció sus oficinas en Tía Juana (actual sede de la alcaldía del Municipio Simón Bolívar). Continuó operando en distintos campos del Zulia, hasta que con la nacionalización del Petróleo se convirtió en Maraven, filial de Petróleos de Venezuela (1976).
En 1917, Juan Crisóstomo Gómez, hermano del presidente Juan Vicente Gómez, intenta ante los tribunales una demanda por la cesión de la cuarta parte de la Concesión Aranguren a uno de sus testaferros, Lorenzo Mercado. Aunque la sentencia le es favorable, Aranguren resuelve distanciarse del régimen gomecista, fijando su residencia en Europa; sus oficinas en Londres, así como su apartamento del Hotel Lutecia, en París.